# Leucopis pseudomelanopus
Leucopis pseudomelanopus är en tvåvingeart som beskrevs av Tanasijtshuk 1961. Leucopis pseudomelanopus ingår i släktet Leucopis och familjen markflugor. Inga underarter finns listade i Catalogue of Life.